# Bruno Mahlke
Carl Bruno Mahlke, född 13 november 1852 i Strehlen, provinsen Schlesien, död 25 november 1898 i Stockholm, var en tysk-svensk oboist.
Mahlke blev extra kapellist i Kungliga Hovkapellet i Stockholm 1880 och stämledare där 1881.